# Torre de Cal Bassacs

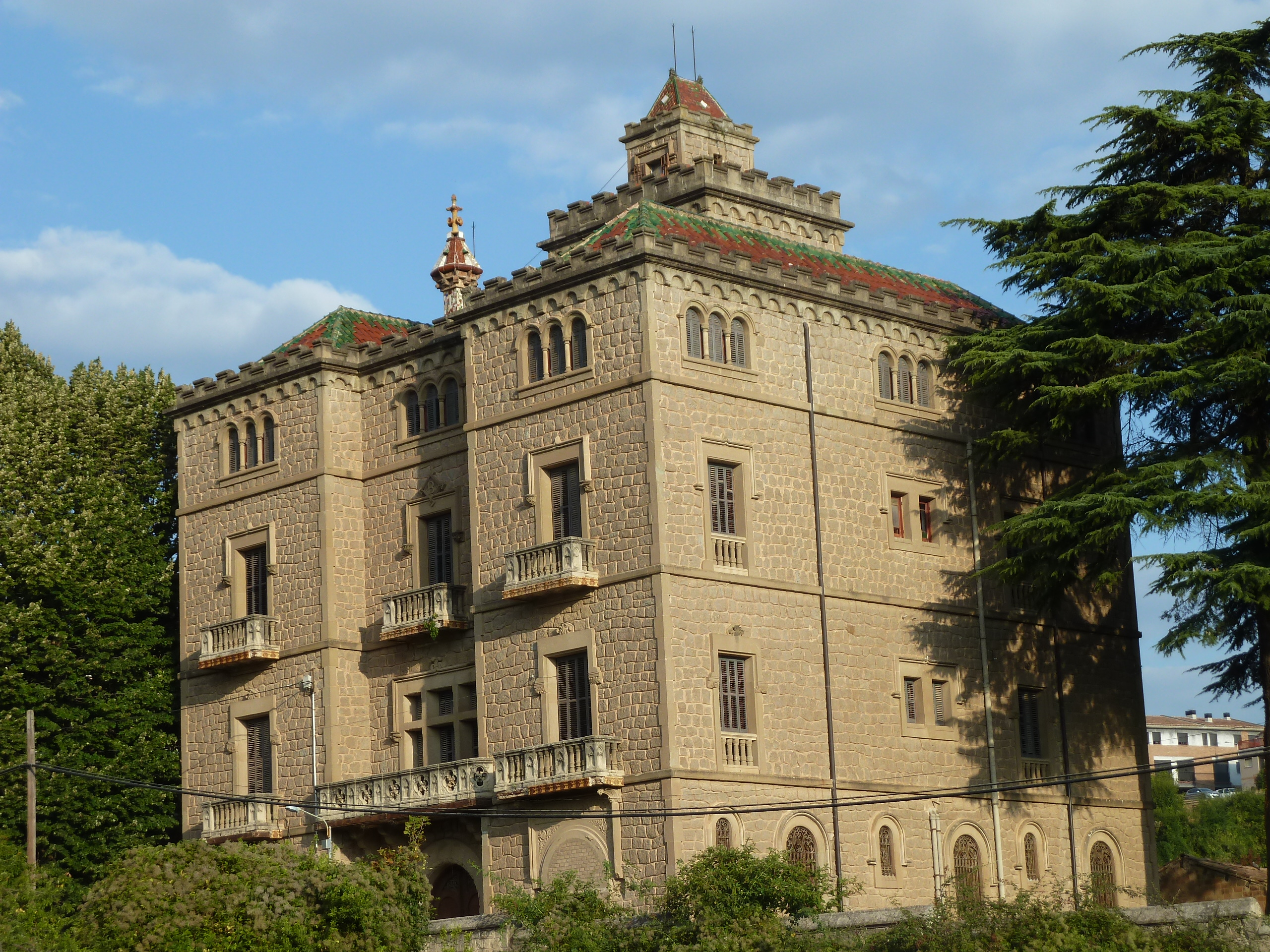
Torre de Cal Bassacs (Gironella)

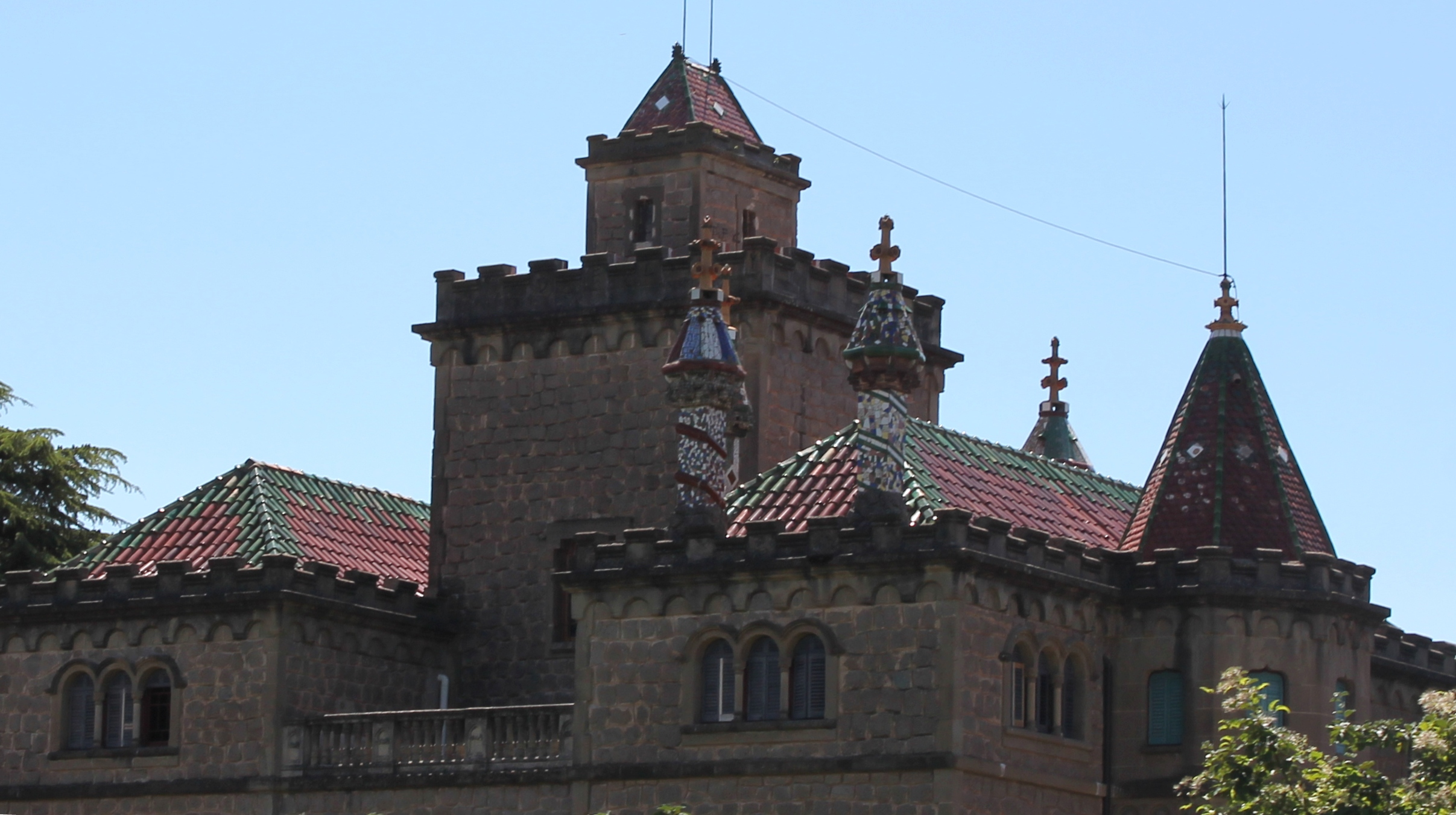
Torre de Cal Bassacs - Detall de les agulles

La Torre de cal Bassacs és un edifici que havia estat antiga residència de la família Teixidor-Bassacs, amos de la fàbrica i fundadors de la colònia tèxtil que hi ha al mateix indret. És d'estil historicista amb bastants trets propis del modernisme. Es troba inclòs en l'Inventari del Patrimoni Arquitectònic de Catalunya.

## Descripció
Edifici estructurat en planta baixa i quatre pisos superiors, de planta pràcticament quadrada, destacant sobretot la façana principal, orientada a migdia, amb una entrada monumental i una petita torre a ponent. L'interior s'organitza a partir de l'escala senyorial. Les plantes distribueixen les diverses funcions de l'edifici: la planta baixa amb la capella i els locals de serveis, a la planta noble trobem menjadors i sales i a la segona i tercera, les habitacions dels propietaris i del servei respectivament. La construcció és de pedra deixada a la vista, unida amb morter i de majors dimensions a les cantonades. Els balcons de la planta noble tenen una interessant decoració floral i amb motllures. Els capitells florals els trobem a la part baixa de l'edifici.
Són remarcables les xemeneies coronades amb trencadís.

## Història
Aquesta torre fou concebuda com un habitatge senyorial per als propietaris de la fàbrica de filats i teixits de Cal Bassacs. El matrimoni Teixidor-Bassacs, Joan Teixidor i Ballús (1809-1891) i Raimunda Bassacs i Fornells (1818-1883), originaris de Berga i Gironella respectivament, va construir vers el 1866 una primera fàbrica de filats i teixits, amb una resclosa i un canal per a l'aprofitament de l'energia hidràulica. També tenien el projecte de construir un molí amb dues moles, però finalment van acabar construint una segona fàbrica a tocar de la primera. Al costat de la fàbrica van bastir un carrer d'habitatges per als treballadors. Els Teixidor-Bassacs van fer negoci majoritàriament arrendant les fàbriques (o parts d'aquestes) a altres fabricants. Una de les fàbriques la van donar en vida al seu fill Antoni Teixidor i Bassacs; en morir Joan Teixidor va fer hereus de l'altra fàbrica i de la resta de propietat al seu gendre, Josep Fusté, juntament amb la seva filla i muller d'aquest, Concepció Teixidor i Bassacs.
La construcció de la Torre es va encarregar a l'arquitecte Alexandre Soler i March, autor també de l'església parroquial de Gironella i de l'església de la colònia Monegal. És una de les torres més espectaculars i ostentoses de les existents a les colònies industrials del Berguedà. Fou construïda l'any 1900, una mica més elevada que la resta de les edificacions, dominant el conjunt.
La Torre fou concebuda segons les idees dominants del moment (arquitectura historicista) amb alguns elements modernistes com xemeneies, teulades amb rajoles formant dibuixos. Als anys 50 del segle xx l'edifici fou convertit en col·legi de los hermanos de Cristo trabajador i s'hi varen fer força modificacions. Cap als anys 60/70 encara del segle xx el jardí fou substituït per una nova nau, actualment part del magatzem de la fàbrica. Fins que es va construir l'església de Santa Maria de Bassacs, l'any 1962, les celebracions litúrgiques de cal Bassacs s'havien de realitzar a la capella que hi havia a la planta baixa de la torre de l'amo, de reduïdes dimensions.